# ديفيد هيندريكس بيرغي
دايفيد هاندريكس برجاي David Hendricks Bergey طبيب أمريكي، مختص في علم الأحياء الدقيقة. ولد في 27 ديسمبر 1860 وتوفي في 5 سبتمبر 1937.
- دليل برجاي بعلم الجراثيم المنهجي

## روابط خارجية
- ديفيد هيندريكس بيرغي على موقع الموسوعة البريطانية (الإنجليزية)